# هاري ستانلي
هاري ستانلي (16 فبراير 1888 - 18 مايو 1934) (بالإنجليزية: Harry Stanley)‏ هو لاعب كريكت بريطاني (وحمل سابقاً جنسية المملكة المتحدة لبريطانيا العظمى وأيرلندا).